# Schramm Group
Die Schramm Group (Eigenschreibweise: SCHRAMM group) mit der Führungsgesellschaft Schramm Group GmbH & Co. KG ist eine Unternehmensgruppe, die in verschiedenen Bereichen der maritimen Wirtschaft tätig ist.

## Geschichte
Die 1926 gegründete Firma „Hans Schramm & Sohn Schleppschifffahrt“, die als kleiner Festmacherbetrieb begann, ist der Kern der Schramm Group. In den folgenden Jahren wurde die Basis dieses Unternehmens stark verbreitert.
Nach dem Erwerb der Mehrheitsbeteiligung (51 %) am schwedischen Hafenbetreiber und Logistikunternehmen Söderhamns Stuveri & Hamn AB (SSHAB) zum 1. März 2017 hat sich die Anzahl der von der Schramm Group bewirtschafteten Hafen- und Logistikstandorte um sechs auf 15 erhöht: Die SSHAB betreibt die Häfen Orrskär, Stugsund und Langrör, außerdem die Logistik für drei Hafenanlagen von Industrieunternehmen.
Am 12. Juni 2020 unterzeichneten der Geschäftsführer von Brunsbüttel Ports / Schramm Group Frank Schnabel sowie Axel Vogt und Holger Dinse vom Zweckverband Energie- und Technologiestandort Freesendorf (ETF) den Vertrag zur Übernahme des Hafenbetriebs des Lubminer Industriehafens zum 1. Januar 2021 unter dem neuen Namen Lubmin Port. Dies wird der 17. Standort im Netzwerks von Schramm Ports & Logistics.

## Geschäftsfelder
Die Schramm Group mit der Führungsgesellschaft Schramm Group GmbH & Co. KG ist eine Unternehmensgruppe, die in verschiedenen Bereichen der maritimen Wirtschaft tätig ist.
Wesentliche Geschäftsbereiche sind:
- Hafenlogistik
- Reederei
- Maritimes Engineering
- Transportlogistik / Schwergut

### Hafenlogistik
Das Tochterunternehmen Brunsbüttel Ports GmbH betreibt Terminals an den deutschen Standorten Brunsbüttel, Glückstadt und Rendsburg. Hinzu kommt eine Beteiligung durch deren Tochterunternehmen Schramm Port & Logistics Sweden AB am Terminalbetreiber Söderhamns Stuveri & Hamn AB (SSHAB) in Schweden.
In den deutschen Terminals der Gruppe wurden 2015 insgesamt 14,3 Mio. Tonnen Güter umgeschlagen, das waren gut 16 % mehr als 2014. Der Umschlag erfolgte in den drei Brunsbütteler Häfen Elbehafen, Ölhafen und Hafen Ostermoor (2019 zusammen rund 13,7 Mio. t), im Rendsburg Port am Nord-Ostsee-Kanal, im Glückstädter Außenhafen sowie bei zwei Terminals in Hamburg.
Für das Kohlekraftwerk Moorburg an der Süderelbe in Hamburg wird die Logistik der Versorgung mit Steinkohle und Entsorgung der Abfallstoffe durchgeführt. Ende 2017 hatte Brunsbüttel Ports auch den Zuschlag für die Logistik der Ver- und Entsorgung der Vattenfall-Kraftwerke Wedel und Hamburg-Tiefstack erhalten.

### Reederei

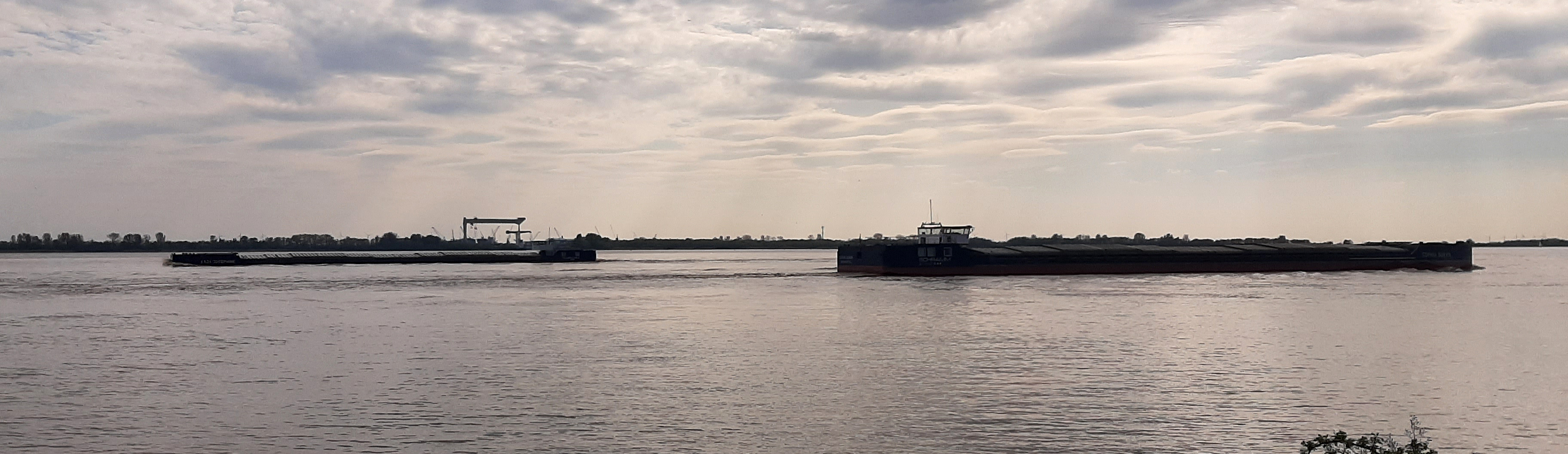
Die Binnenschiffe Kaja Josephine und Sophia Soraya der Reederei Hans Schramm & Sohn Schleppschifffahrt

Die Hans Schramm & Sohn Schleppschifffahrt (die Keimzelle der Unternehmensgruppe) bietet Aktivitäten von Seeschiffsassistenzen über Seeverschleppungen bis hin zur Festmacherei an. Die eigene Flotte besteht aus insgesamt acht Schleppern mit Pfahlzugleistungen zwischen 10 und 70 BPT, mehrere Pontons und zwei Binnenschiffen.

### Maritimes Engineering
Die NavConsult AWSS GmbH & Co. KG arbeitet  als Planungs-, Beratungs- und Ingenieurbüro im Bereich Maritime Engineering.